# أندرو جارفيس
أندرو جارفيس (بالإنجليزية: Andrew Jarvis)‏ هو صاحب مطعم وسياسي أمريكي، ولد في 7 أبريل 1890 في اليونان، وتوفي في 22 فبراير 1990 ببورتسموث في المملكة المتحدة. حزبياً، نشط في الحزب الجمهوري.